# هاوکر سیدلی اندوور
هاوکر سیدلی اندوور (به انگلیسی: Hawker Siddeley Andover) یک هواپیمای ساختِ کارخانهٔ هاوکر سیدلی در کشور بریتانیا است. نخستین استفاده‌کنندهٔ این هواپیما نیروی هوایی سلطنتی بریتانیا بوده‌است. این هواپیما برای نخستین بار در ۹ ژوئیه ۱۹۶۵ میلادی مورد استفاده قرار گرفت.